# Reisender
Ein Reisender oder Handlungsreisender ist innerhalb des Vertriebs eines Unternehmens und in der Betriebswirtschaftslehre die Bezeichnung für einen sozialversicherungspflichtig angestellten Handlungsgehilfen im Außendienst. Außerdem kann es sich auch um einen Kleingewerbetreibenden handeln. Neben dem Reisenden kennt der Verkaufsaußendienst vor allem Absatzhelfer wie den Handelsvertreter, Handelsmakler und den Kommissionär sowie Absatzmittler. Die genannten Absatzhelfer und Absatzmittler sind im Unterschied zum Reisenden selbständig tätig. Außerdem ist der Reisende ein Rechtsbegriff des Reiserechts für Verbraucher, die einen Reisevertrag über eine Pauschalreise mit einem Reiseveranstalter abschließen.

## Etymologie
Das Wort Reisender ist ein aus dem Wort Reise gebildetes Nomen Agentis. In der älteren Literatur bezeichnete man jeden als Reisenden, der sich zu Studienzwecken ins Ausland begab, um die gesellschaftlichen, kulturellen oder natürlichen Verhältnisse zu untersuchen und zu beschreiben (siehe hierzu Forschungsreise). Innerhalb der Betriebswirtschaftslehre, insbesondere im Marketing, wird seit Anfang des vergangenen Jahrhunderts als Reisender bezeichnet, wer außerhalb seines Betriebes Geschäfte im Namen und auf Rechnung seines Betriebes in abhängiger Stellung gegenüber seinem Prinzipal vermittelt oder abschließt. Die umgangssprachliche Bezeichnung „Vertreter“ war zunehmend negativ konnotiert. Die Bezeichnung des Handlungsreisenden ist erstmals zu Beginn des 19. Jahrhunderts verzeichnet.

## Rechtsfragen
Die rechtliche Stellung des Reisenden (oder Handlungsreisenden) kennzeichnet sich durch die Merkmale, dass er als Handlungsgehilfe für seinen Prinzipal auf dessen Rechnung und in dessen Namen Geschäfte abschließt. Er kann Waren, Wertpapiere, Verträge oder Versicherungen oder sonstige Gegenstände des Handelsverkehrs abschließen, kaufen oder verkaufen. Absatzgehilfen, die ohne Handlungsgehilfe zu sein, für einen Kaufmann oder Händler in dessen Namen und auf dessen Rechnung Geschäfte abschließen, sind Handelsvertreter oder Handelsmakler. Der Kommissionär kauft oder verkauft dagegen, ebenfalls ohne Handlungsgehilfe zu sein, im eigenen Namen, aber auf Rechnung eines anderen Kaufmanns Waren, Wertpapiere oder sonstige Gegenstände des Handelsverkehrs. 
Die Geschäftsbesorgungen des Reisenden richten sich nach den Bestimmungen der §§ 611 ff. BGB (Dienstvertragsrecht). Die Rechtsstellung des Reisenden ist folglich kaufmännischer Angestellter im Rahmen des Dienstvertrages. Aus diesem Vertragsverhältnis ergeben sich für ihn Treue-, Sorgfalts- sowie Gehorsamspflichten. Des Weiteren ist der Reisende neben den sonstigen Pflichten eines kaufmännischen Angestellten dazu verpflichtet, seinen Dienstherrn über Geschäftsabschlüsse unverzüglich zu unterrichten (Meldepflicht) sowie Reisendenberichte abzufassen (Berichtspflicht). Umgekehrt schuldet der Arbeitgeber, unabhängig vom erreichten Umsatz vom Grundsatz her Lohn und Fürsorge (Sozialversicherungsleistungen und Personalbetreuung) sowie Ersatz von angefallenen Auslagen (Reisespesen) und die Wahrung sonstiger Rechte eines kaufmännischen Angestellten.
Im Bereich des Handelsgesetzbuchs (HGB) finden die Vorschriften der §§ 59 ff. HGB (Handlungsgehilfen) Anwendung.

## Risiko für den Reisenden
In der Praxis wird das unternehmerische Risiko zur Fürsorge und Gehaltszahlung vor allem durch niedrige Festgehälter mit hohem Provisionsanteil auf den erzielten Umsatz ausgeglichen. Daneben finden sich gerade im Investitionsgüterbereich Regelungen, die ein Festgehalt ohne erfolgsabhängige Entlohnung vorsehen. Bei der Berechnung der Verkaufsprovision gestattet das Direktionsrecht des Arbeitgebers zudem, auch im laufenden Kundenkontakt lukrative Kunden per Arbeitsanweisung zu so genannten „Direktionskunden“ zu benennen und fortan durch die Geschäftsleitung zu betreuen oder sie je nach Distributionspolitik jederzeit durch andere Mitarbeiter weiterbetreuen zu lassen.
Die Folge in der betrieblichen Praxis ist ein nicht durchsetzbarer Gesamtanspruch auf Entlohnung des Verkäufers auf der Basis seiner konkreten Bemühungen, trotz eines ggf. moralisch weiterhin bestehenden Provisionsanspruches. Solche Regelungen werden von eher unerfahrenen Verkäufern akzeptiert, die pauschale Verweismöglichkeiten in ihren Arbeitsverträgen nicht ausschließen. Arbeitgeber, die wohl das Direktionsrecht nutzen möchten, jedoch minimale Kosten anstreben, werden dem angestellten Außendienstverkäufer beispielsweise als Vertragsbedingung anbieten, auf freiwilliger Basis und gegen frei auszuhandelnde Erstattung seinen Pkw, sein Handy und Geldmittel auf Geschäftsreisen für das Unternehmen vorzufinanzieren.
Als „Gegenleistung“ wird dem Reisenden ein höherer Anteil Provision bei geringem Gehalt auf der Basis der Daten von „langjährigen Spitzenverkäufern“ angeboten. Der Unternehmer erreicht so eine Vertragsbeziehung, die ihm einerseits die Vorteile des weisungsgebundenen Angestellten bietet, andererseits aber das Risiko des Verkaufserfolges auf den Mitarbeiter mit Hinweis auf die Lohnfortzahlungsleistung weitgehend abwälzt. Im Automobilbereich oder in der Zulieferindustrie werden so z. B. häufig Bruttogehälter im Rahmen der Grundversorgung von unter 1.000,- Euro gezahlt und in Einzelfällen davon noch die Leasingkosten für einen PKW (auch zur Privatnutzung) abgezogen. Kleine und mittlere Unternehmen erreichen im Außendienst auf diese Weise häufig akzeptable Kundenkontaktkosten bei in Kauf genommener höherer Fluktuation.

## Risiko für den Unternehmer
Der Arbeitgeber hat bei einem angestellten Verkäufer keinerlei Einfluss auf die Verkaufsqualität im Beratungsgespräch, wenn er nicht dauerhaft aufwändige Coaching- und Trainingsmaßnahmen oder Kundenbefragungen durchführen möchte. Da sich insbesondere der Verkaufsaußendienst kleinerer und mittlerer Unternehmen somit schlecht in ein Controlling einbeziehen lässt, steht der latente Verdacht verkäuferischer Minderleistung für jeden angestellten Außendienstverkäufer im Raum.
Der angestellte Verkäufer ist weisungsgebunden und hat i. d. R. tägliche Verkaufsberichte, häufig in elektronischer Form, abzuliefern. Darüber hinaus notieren erfahrene Verkäufer jedoch die wirklich wichtigen Kundeninformationen, Vorlieben und Privatangelegenheiten der Kunden für den Aufbau einer Beziehungsebene in einer gesonderten, privaten Datenbank für sich, um ihre Abhängigkeit vom Direktionsrecht zu kompensieren. Reisende werden daher heute hauptsächlich von Unternehmen eingesetzt, denen der direkte Zugriff auf und die Kontrolle über die Verkaufsorgane sehr wichtig sind.

## Tätigkeitsumfang
Zu den regelmäßigen Arbeiten, die ein Reisender im Rahmen seiner Dienstbesorgung (vgl. § 611 BGB) zu erledigen hat, gehören:
- Marktforschung (Feldforschung)
- Terminvorbereitung und Routenplanung[3]
- Kontaktaufnahme
- Verkauf
- Kundenbetreuung
- Konfliktklärung und Inkassotätigkeiten.

Der angestellte Verkäufer ist regelmäßig weder für die Bereitstellung der Arbeitsmittel (Pkw, Telefon, Prospekte etc.) noch für die Werbeaussagen seines Arbeitgebers verantwortlich. Seine Arbeit kann vor allem von serviceorientierten Unternehmen auch dazu eingesetzt werden, weniger den Verkauf als die Reklamationsbearbeitung oder den Kundenservice im Außendienst wahrzunehmen. Die Grenzen zum Servicetechniker sind hier mitunter fließend.

## Entlohnung

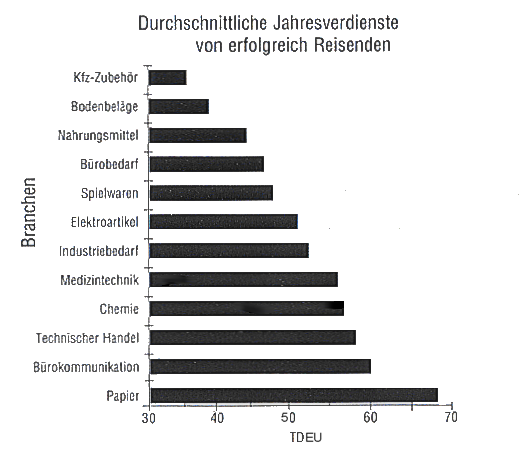
Durchschnittliche Jahresverdienste von erfolgreich Reisenden 2004. Die Einkommen der Handelsvertreter sind zum Teil bedeutend höher

Im Verkaufsinnendienst wird auf Provisionen als Leistungsanreiz häufig ganz verzichtet, sobald die Ware sich auch ohne intensive Kundenberatung „dreht“. Die dementsprechenden betriebswirtschaftlichen Aufwendungen werden hier in den Bereich der Marktkommunikation innerhalb des Marketing verlagert. Eine reine Festgehaltsregelung wird daher eher bei geringer qualifizierten Verkaufstätigkeiten im Handel vereinbart. So werden beispielsweise bei Kassierern oder Einzelhandelsverkäufern ohne intensiven Beratungsaufwand zumeist Bruttogehälter um 1.000 Euro im Monat gezahlt. Im Handel hat sich für diese Mitarbeiter die für Verkäufer wenig schmeichelhafte Berufsbezeichnung „Regalauffüller“ etabliert. Im Investitionsgüterverkauf ist diese Form der einseitigen Entlohnung ohne variablen Vergütungsanteil nicht üblich. Hier liegt der Durchschnittsverdienst erheblich höher (siehe Grafik).

## Reiserecht
Im Reiserecht ist der Reisende der Vertragspartner des Reiseveranstalters. Reisender ist gemäß § 2 Abs. 6 Pauschalreisegesetz (Österreich) „jede Person, die einen den Bestimmungen dieses Bundesgesetzes unterliegenden Vertrag zu schließen beabsichtigt oder die aufgrund eines solchen Vertrags berechtigt ist, Reiseleistungen in Anspruch zu nehmen“. Durch den Pauschalreisevertrag wird der Reiseveranstalter verpflichtet, dem Reisenden eine Pauschalreise zu verschaffen (§ 651a Abs. 1 BGB). Vor Reisebeginn kann der Reisende jederzeit vom Vertrag zurücktreten (§ 651h Abs. 1 BGB), der Reiseveranstalter hat dem Reisenden die Pauschalreise frei von Reisemängeln zu verschaffen (§ 651i Abs. 1 BGB).
Der Reisende muss keine Privatperson sein, denn nach den seit dem 1. Juli 2018 geltenden Regelungen ist auch der Unternehmer im Sinne des § 14 BGB vom Anwendungsbereich des Reiserechts bei Geschäftsreisen einbezogen, sofern er nicht über einen Rahmenvertrag bucht. Damit fallen auch „Incentive-Reisen“ unter das neue Reiserecht, es sei denn, es besteht ein zuvor geschlossener Rahmenvertrag zwischen Reiseveranstalter und Unternehmer.